# An Jae-hyun
Pour les articles homonymes, voir An.
Dans ce nom coréen, le nom de famille, An, précède le nom personnel Jae-hyun.
An Jae-hyun, né le 25 décembre 1999, est un pongiste coréen.

## Biographie
An Jae-hyun est sacré champion du monde junior en 2016 avec Cho Seung-min. Il gagne les championnats d'Asie junior en par équipes contre la Chine par 3 points à 2 dont deux victoires de sa part. L'année suivante il est deux fois vice-champion du monde junior en double messieurs avec Baek Ho-gyun et en double mixte avec Kim Ji-ho.
En 2018, avec son coéquipier Cho Seung-min, ils gagnent les titres en double messieurs de l'Open de Belgique et de l'Open d'Espagne.
Il crée la surprise aux championnats du monde 2019 à Budapest. En effet alors qu'il est seulement âgé de 20 ans et no 157 mondial, il élimine des joueurs comme Wong Chun Ting, Daniel Habesohn, Truls Möregårdh, Tomokazu Harimoto et enfin Jang Woo-jin en quart de finale. Son parcours s'arrête finalement au tour suivant contre le suédois Mattias Falck.
Il devient champion d'Asie avec l'équipe de Corée de Sud en 2021, un quart de siècle après son dernier titre.
Il est médaillé de bronze aux championnats du monde par équipes de 2022 à Chengdu.
Il remporte son premier titre sur le circuit international en 2023. Il bat successivement Anders Lind, Marcos Freitas puis Simon Gauzy en final pour s'adjuger le WTT Feeder de Havirov.
Il fait partie de l'équipe de la Corée du Sud médaillée de bronze aux championnats d'Asie 2023 à Pyeongchang. Ils s'inclinent en demi-finale contre le vainqueur de la compétition la Chine,. Il est le 22e joueur mondial en août 2024.

## Style de jeu
Ses performances aux championnats du monde 2019 ont été analysées. Il en ressort que son principal point fort est l'attaque de la balle remise par l'adversaire sur son service. Il a également un service lancé haut et il utilise beaucoup le service "pendule" qui correspond à un service rentrant.